# Hide
Pour les articles homonymes, voir Hide (homonymie).
Hideto Matsumoto (松本 秀人, Matsumoto Hideto), mieux connu sous son nom de scène hide (sans majuscule et prononcé /hide/), est un musicien japonais, chanteur, compositeur et guitariste du groupe de visual rock X Japan, né le 13 décembre 1964 et mort le 2 mai 1998. Il a vendu des millions d'enregistrements, que ce soit au sein de X Japan ou en solo. Au début des années 90, X Japan (alors nommé X) bénéficie d'une notoriété grandissante qui propulsera le groupe vers les sommets du rock japonais jusqu'à sa séparation en 1997. Dans le même temps, la carrière solo de hide connaît le même engouement. Au sommet de sa gloire, tandis que l'enregistrement de son troisième album studio est sur le point de le lancer sur une carrière internationale avec le Zilch nouvellement formé, il meurt accidentellement le 2 mai 1998. 
hide est aujourd'hui considéré comme l'icône d'une génération en lutte contre la société conformiste de son pays et sa mort a marqué la fin d'une époque dans l'histoire du visual rock et plus largement celle du rock japonais. Au fil du temps, il est devenu un grand artiste qui a révolutionné la musique japonaise, un artiste à qui l’on attribue la création du « Psychedelic Violence Crime of Visual Shock », slogan de X Japan, et premier élément déclencheur dans la création du mouvement visual.

## Biographie

### Les débuts (1964–1984)
hide (écrit par lui-même volontairement sans majuscule, prononcer hidé) est né le 13 décembre 1964 dans l'hôpital St Joseph, Midorigaoka à Yokosuka au Japon. Il a un frère cadet. Durant son enfance, ses camarades de classe se moquent de son surpoids. Il trouve alors sa meilleure amie : la musique. En effet, hide découvre le rock durant son adolescence, notamment grâce au groupe Kiss. Sa grand-mère lui offre pour son 15e anniversaire, une guitare Gibson Les Paul Deluxe et apprend à en jouer tout seul, son temps libre en étant consacré. Ses camarades de classe le surnommeront Gibson. Alors qu'il fait des études pour devenir coiffeur professionnel, hide crée le groupe "Saber Tiger" (plus tard renommé "Yokosuka Saber Tiger" pour se différencier d'un autre groupe portant déjà ce nom), de plus c'est un groupe d'amis de Yokosuka, dont le look est souligné par des coiffures jusqu'alors improbables à cette ère nippone. Le 6 août 1985, hide obtient son diplôme de coiffure avec d'excellents résultats. Mais certains des membres veulent poursuivre leurs études. C'est alors qu'en janvier 1987, hide décide de dissoudre Yokosuka Saber Tiger, car comme il l'a dit, « la santé d'un groupe dépend tout d'abord d'une bonne motivation ».

### X Japan (1987–1997)

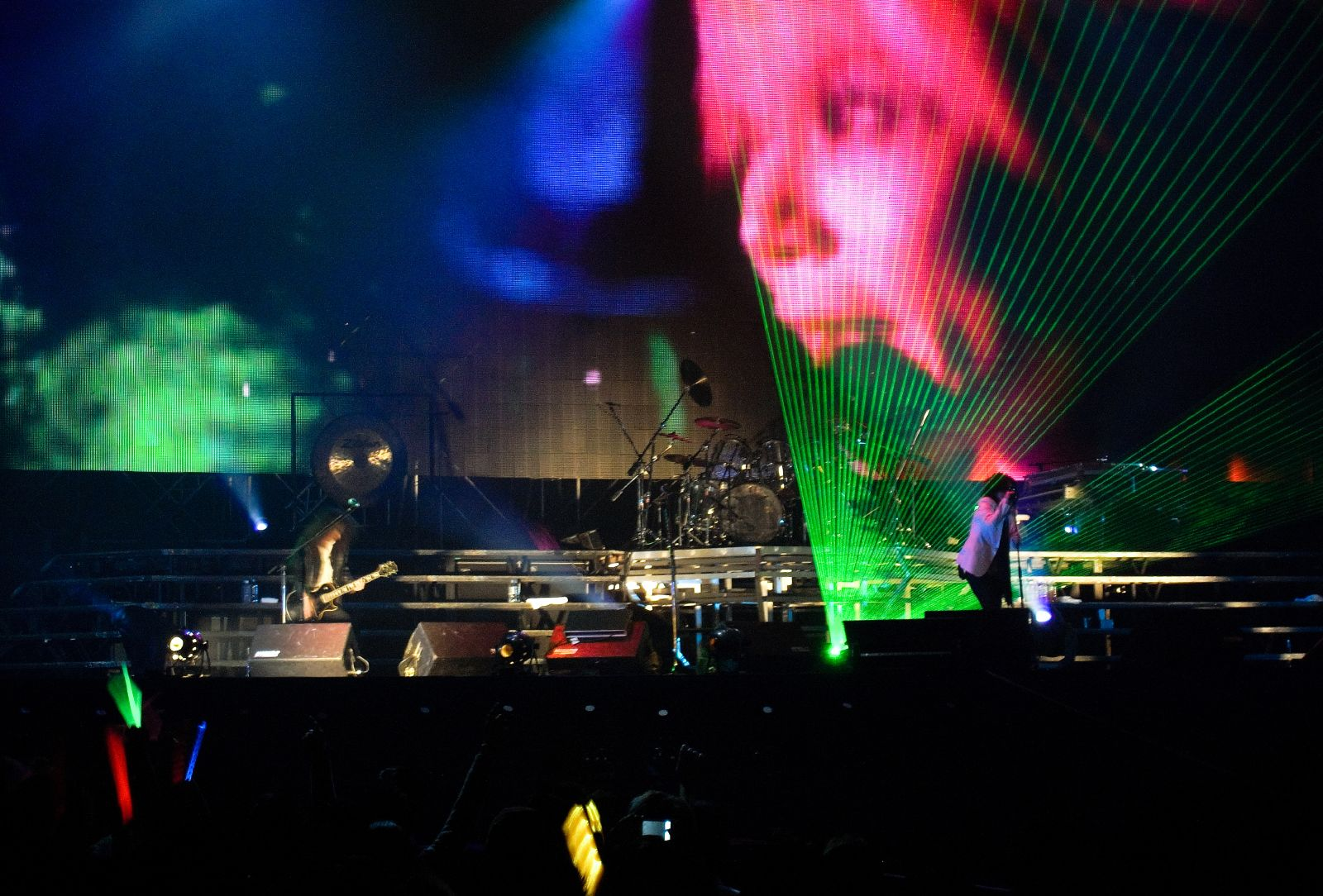
X Japan en concert à Hong Kong le 16 janvier 2009, avec une image de hide projetée sur un écran.

hide ayant dissout son groupe se remet à la coiffure, sur les traces de ses parents. En 1987, le jeune homme est contacté par un certain Yoshiki Hayashi qui, ayant entendu parler de ses talents de guitariste et recherchant des musiciens pour sa formation, lui propose d'intégrer son groupe. hide finit par accepter et devient officiellement membre du groupe X (qui changera de nom pour « X Japan » au début des années 1990) en février 1987. Il en est le lead-guitarist aux côtés de Pata. Il compose occasionnellement pour le groupe comme Joker, Celebration, Scars, "Drain" (Qu'il reprendra plus tard sous le titre "What's up Mr Jones". hide a la réputation d'être une bête de scène et a un caractère bien à lui. Très rapidement, le groupe connaît un énorme succès, se classe premier au top Oricon et joue à guichet fermé lors de chaque représentation. X Japan devient le plus grand groupe de rock de l'histoire nippone.
En septembre 1997, X Japan, alors au sommet de la gloire, annonce sa séparation car Toshi décide de quitter le groupe (la véritable raison n'étant pas sûre, il y aurait eu des différends entre Yoshiki et Toshi, et ce dernier aurait été obligé de couper le contact avec X Japan, faisant, lui et sa femme, partie d'une secte). La même année, le 30 et 31 décembre 1997, le groupe donne deux concerts d'adieu à guichets fermés au Tokyo Dôme : The Last Live (en). hide garde cependant avec Yoshiki le projet de reformer le groupe en 2000.

### Carrière solo (1993-1998)
En 1993, hide, toujours membre de X Japan, décide d'entamer une carrière solo, se mêlant parfois avec une autre formation « hide with Spread Beaver », groupe qui aura d’ailleurs le concours ponctuel de Pata, l’autre guitariste de X Japan. Le 23 février 1994 son premier album solo Hide Your Face (en) (précédé par deux singles : Eyes Love You (en) et 50%/50% (en)) sort et est premier au classement Oricon. En mars de la même année, il entame une toute première tournée solo (sold out pour toutes les dates) à travers le Japon. Le 2 septembre 1996, son deuxième album solo intitulé Psyence (en) sort et se classe lui aussi au premier rang du top Oricon. La même année il entame une seconde tournée solo intitulé "hide solo tour 1996-PSYENCE-A-GO-GO".
En janvier 1995, il crée son propre label : LEMONed (en). Le 31 décembre 1995, hide rencontre Mayuko Kishi, accompagnée par sa mère dans les coulisses à la fin du concert de X Japan. Elle y est introduite en tant que VIP. Étant atteinte d'une maladie chronique nerveuse, elle n'avait plus qu'un an à vivre selon les médecins. Lors de cette rencontre, hide lui offre sa guitare signée de sa main, mais encore, il est celui qui lui permettra de vivre quatorze ans de plus en lui faisant don de sa moelle osseuse. Par cet acte, l'organisation de don d'organes recueille deux fois plus d'inscrits (la plupart sont des fans).
Il écrit alors "MISERY (en)", inspiré de cette aventure, et surtout dédiée pour elle. Il est invité au "Ms. Mayuko Kishi Show" et y parle de ses projets.
En 1997, alors que le groupe X Japan dans lequel hide est depuis 1987 se sépare, hide décide de monter un groupe avec des musiciens « internationaux ». Zilch (en) voit donc le jour : un groupe aux sons plus lourds, mais surtout constitué de membres américains. Il détient une maison de disques à Los Angeles. Il continue en parallèle sa carrière solo avec des amis japonais (appelés Spread Beaver) déjà présents sur ses premières tournées solo. L'artiste sort au début de l'année 1998 Rocket Dive, un autre single à grand succès.
Son titre "Pink Spider", qui est aussi un single, devient son surnom par les fans, par sa chevelure rose.

### Mort

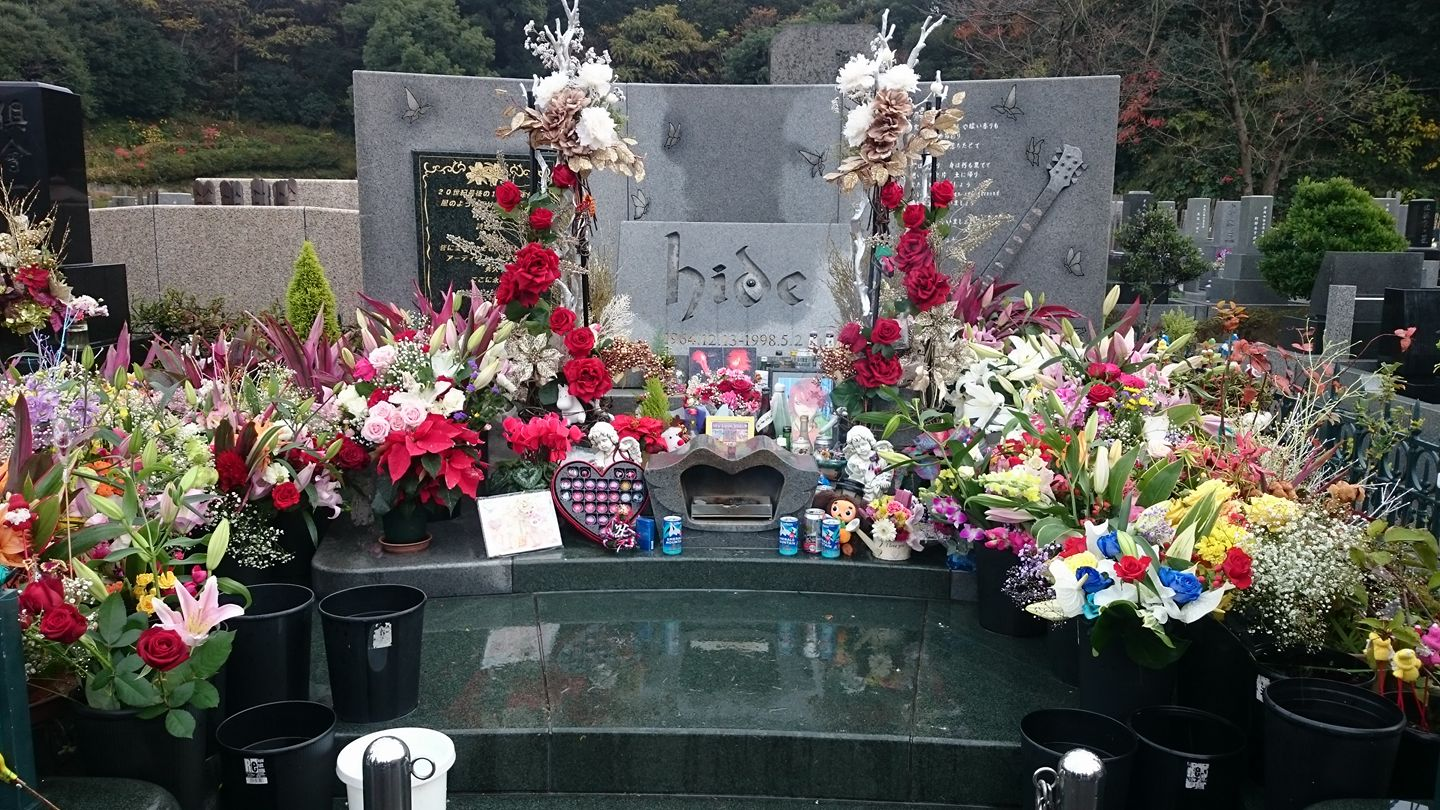
Tombe de Hide

Au matin du 2 mai 1998, ayant bu toute la nuit en compagnie de son frère cadet, hide ne peut se coucher par lui-même. C'est sa petite amie qui s'en charge vers 6h30 du matin. Mais quand elle revient, elle le trouve pendu à la poignée de la porte de la salle de bains avec une serviette, dans son appartement à Tōkyō. Transporté d'urgence à l'hôpital, hide respire encore, mais à 8h52, il est trop tard. La nouvelle affectera tout le Japon et certains pleurent à s'en évanouir (journal télévisé du 2 mai 1998).
hide souffrait de douleurs à la nuque et au dos à cause du poids de ses guitares et avait pris l'habitude de se suspendre à une porte à l'aide d'une serviette pour se détendre. Mais au matin du 2 mai 1998, du fait de l'alcool, il s'endort la serviette autour du cou, et meurt asphyxié.
Cette mort prématurée coupe court à sa carrière et au projet de réunir à nouveau X Japan. Ces circonstances inhabituelles laissent penser qu'il s'agit d'un suicide, mais la compagnie de disques de hide, tout comme sa famille, ainsi que Yoshiki Hayashi et Taiji, privilégieront la thèse de l'accident. 
hide avait plusieurs projets en cours cette année-là, qu'il n'hésitait pas à mentionner lors de ses apparitions TV : en solo, avec Zilch (en), ainsi qu'avec les Spread Beaver.
Des funérailles de portée nationale sont organisées le 7 mai et des milliers de fans se réunissent alors pour saluer une dernière fois leur idole ; mais à la fin de la journée, une centaine de personnes doivent être hospitalisées. Une adolescente de 14 ans parviendra à se donner la mort.
Lors de la cérémonie, les membres de X Japan interprètent le titre Forever Love ; seuls Yoshiki et Toshi ont eu la force de l'interpréter étant donné que Pata et Heath, trop émus, ne sont pas parvenus à jouer. Yoshiki, d'une voix tremblante, tient un discours dans lequel il appelle au calme. En voyant le corbillard passer, les foules s'entassent, s'effondrent, crient.

### La postérité
Un musée a été bâti à Yokosuka, sa ville natale, en sa mémoire jusqu’en 2005, mais a finalement fermé le 25 septembre 2005, considéré comme déficitaire pour le pays, par le gouvernement japonais. Le musée fut visité par des centaines de milliers de fans.
En 2008, pour célébrer les 10 ans de sa disparition, un hommage est rendu à hide au travers du hide memorial summit, invitant des groupes japonais de la scène visual rock à jouer, comme Luna Sea par exemple. Durant le concert de X Japan, ses parties de guitare sont intégrées en fond, et son image apparaît de temps à autre sur écran géant.
Ses guitares sont actuellement en possession de sa famille et de Yoshiki.
Des poupées à son effigie et des goodies de toutes sortes, ainsi que des modèles réplique de ses guitares, connaissent un important marché.

### Reformation de X Japan (à partir de 2007)
En 2007, le groupe X Japan annonce sa reformation. Ils enregistrent une nouvelle chanson, IV, composée à partir d'anciens enregistrements studio de hide. Le groupe décide ensuite d'entreprendre une tournée mondiale, les premiers concerts se jouent à guichets fermés au Tokyo Dôme. Lors de ces 3 représentations, les fans ont eu la surprise de voir un hologramme du guitariste durant la chanson Art of life, ainsi que diverses images de hide sur les écrans géants. Une peluche géante à son effigie est même amenée à chaque fin de concert par les autres membres.
Le 2 mai 2009, Sugizo est officiellement devenu le 6e membre du groupe en tant que guitariste et violoniste. C'est un vieil ami de hide. Cependant Sugizo ne remplace pas hide. Ce dernier étant toujours considéré comme guitariste et membre à part entière dans le line-up officiel, Sugizo est le troisième lead-guitarist.

## Équipement
hide jouait sur des guitares Fernandes. Il possédait énormément de guitares, presque toutes décorées par ses soins. Les plus célèbres de sa création sont notamment les MG-145X, MG 145S Yellow Heart et MG-105X CS. Actuellement, environ 10 modèles créés par hide sont encore disponibles dans le catalogue Fernandes.
La grande majorité des amplificateurs et effets utilisés par hide sur scène n'ont jamais été révélés.

## Discographie

### Solo/avec Spread Beaver

#### Albums studio
- Hide Your Face (23 février 1994)
- Psyence (2 septembre 1996)
- Ja, Zoo (21 novembre 1998)

#### Albums live
- Psyence a Go Go (19/03/2008)
- HIDE OUR PSYCHOMMUNITY (23/04/2008)

#### Singles
- Eyes Love You (1993)
- 50% & 50% (1993)
- Dice (1994)
- Tell Me (1994)
- Misery (1996)
- Beauty & Stupid (1996)
- Hi-Ho/Good Bye (1996)
- Rocket Dive (1998)
- Pink Spider (1998)
- Ever Free (1998)
- Hurry Go Round (1998)
- Tell Me (réenregistrement, 2000)
- In Motion (2002)

#### Compilations
- Tune Up (1997)
- Tribute Spirits (1999)
- Best ~Psychommunity~ (2000/03/02)
- Psy-Clone (2002)
- Singles ~ Junk Story (2002/07/24)
- King of Psyborg Rock Star (2004/04/28)

### Avec Zilch
- 3.2.1. (1998)
- BastardEyes (1999)